# Forgotten (película de 2017)
Forgotten (en hangul, 기억의 밤) es una película surcoreana de misterio del año 2017 escrita y dirigida por Jang Hang-jun. Protagonizada por Kang Ha Neul, Kim Mu-yeol, Moon Sung-keun y Na Young-hee.

## Argumento
Jin-seok (Kang Ha-neul) despierta en el asiento trasero del auto rodeado de su familia, mientras viajan a su nueva casa. La casa, sin embargo, le resulta conocida por alguna razón. Pocos días después de su mudanza Yoo-seok, su hermano mayor, es secuestrado durante diecinueve días y al regresar con su familia ha perdido la memoria. Obsesionado con encontrar la verdad que rodea el misterio del secuestro y la razón por la que su hermano ha perdido todos sus recuerdos descubre un secreto mucho más doloroso de su pasado.

## Reparto
- Kang Ha-neul es Jin-seok.
- Kim Mu-yeol es Yoo-seok.
- Moon Sung-keun es el padre.
- Na Young-hee
- Lee Dong-jin
- Lee Sang-woo
- Yeon Je-hyung
- Kim Hyun-mok como un estudiante en la estación de la policía.

## Producción
El rodaje de la película inició el 11 de marzo y culminó el 8 de junio de 2017.

## Lanzamiento
La película fue estrenada en Corea del Sur el 29 de noviembre de 2017.
Después de su estreno local, Forgotten fue lanzada en 190 países a través de la plataforma Netflix.